# Mlati Lor
Mlati Lor is een bestuurslaag in het regentschap Kudus van de provincie Midden-Java, Indonesië. Mlati Lor telt 4544 inwoners (volkstelling 2010).